# Islam en Islande

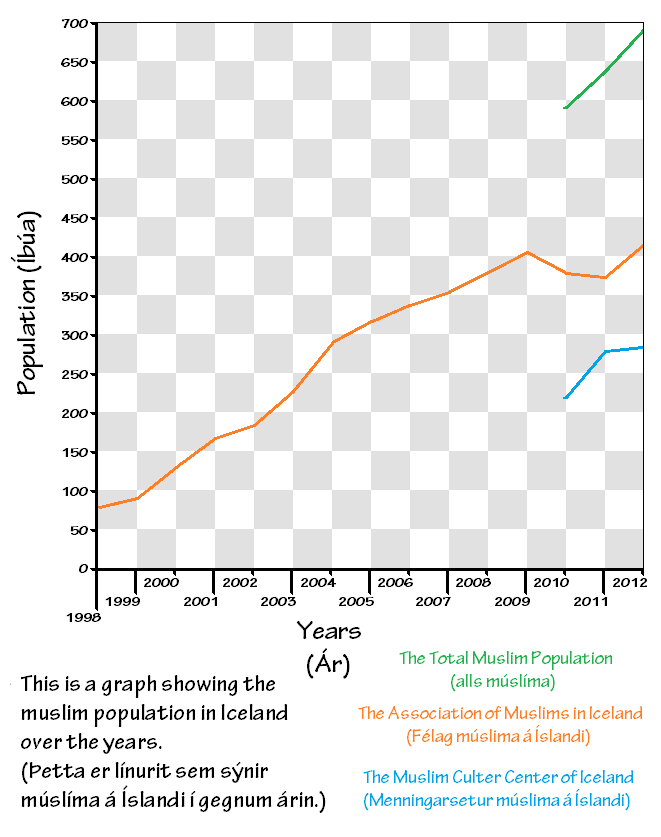
Population musulmane en Islande depuis 1998
(en orange et bleu, effectifs de 2 associations ; en vert, population totale).

L’Islande compte en 2013 environ 770 musulmans déclarés comme tels auprès des associations religieuses du pays, sur une population totale de 321 857 habitants, soit environ 0,24 % de la population ; ils étaient moins d'une dizaine au début des années 1970. 
Une association des musulmans d'Islande (Félag Múslima á Íslandi), fondée en 1997, comptait 178 membres en 2006, 486 aujourd'hui. L'association Menningarsetur múslima á Ísland (Centre culturel musulman d'Islande), fondée en 2008, en compte 389 en 2015. La plupart vivent à Reykjavik ou dans sa banlieue ; il y a également quelques réfugiés kosovars à Dalvík. 
Le Coran a été traduit en islandais pour la première fois en 1993 ; une traduction révisée a été publiée en 2003 (Kóran, traduit par Helgi Hálfdánarson, 2e  éd., Reykjavik, 2003).
Les musulmans islandais disposent d'une salle de prière dans la capitale depuis 2002 ; environ 30 s'y rendent régulièrement pour réciter la prière du soir quotidienne et les prières du vendredi. La construction d'une mosquée, longtemps reportée, a été approuvée par le conseil municipal de Reykjavik le 6 juillet 2013, sur un terrain de 800 m2 ; la hauteur de la mosquée ne devra pas dépasser neuf mètres, avec un minaret de dix mètres. La construction devrait commencer à l'été 2015.
La grande majorité des musulmans islandais sont originaires du Moyen-Orient, d'Albanie et d'Afrique.